# Bernie Hayward
Bernard Louis „Bernie“ Hayward (* 10. Februar 1949) ist ein ehemaliger britischer Hindernis-, Mittel- und Langstreckenläufer.
Für Wales startend wurde Bernie Hayward bei den British Commonwealth Games 1970 in Edinburgh Siebter über 3000 m Hindernis. 1974 wurde er bei den British Commonwealth Games in Christchurch in derselben Disziplin Sechster; über 1500 m und über 5000 m schied er im Vorlauf aus.
Dreimal wurde Hayward Walisischer Meister über 3000 m Hindernis (1969, 1973 und 1975) und einmal über 1500 m (1970). 1971 wurde er Englischer Hallenmeister über 2000 m Hindernis.

## Persönliche Bestzeiten
- 1500 m: 3:49,7 min, 1972
- 5000 m: 14:17,2 min,	1974
- 3000 m Hindernis: 8:36,2 min, 26. Januar 1974, Christchurch